# Gleichbehandlungsgesetz (Österreich)
Das Bundesgesetz über die Gleichbehandlung (Gleichbehandlungsgesetz – GlBG) regelt die Gleichbehandlung in Österreich.
Das Gleichbehandlungsgesetz richtet sich an Personen, die in der Privatwirtschaft tätig sind, unter besonderer Berücksichtigung der Land- und Forstwirtschaft; für Arbeitnehmer der Gebietskörperschaften (öffentlicher Dienst) gilt hierfür das Bundes-Gleichbehandlungsgesetz (B-GlBG), die Landes-Gleichbehandlungsgesetze/Antidiskriminierungsgesetze.

## Grundlagen
Der österreichische Gesetzgeber hat sich 2004 dazu entschlossen, die Richtlinie 2000/43/EG (Antirassismusrichtlinie) und Richtlinie 2000/78/EG (Gleichbehandlungsrahmenrichtlinie) in die bereits geltenden Gleichbehandlungsgesetze zu integrieren, die bis dahin den acquis communautaire für den Bereich der Gleichbehandlung von Frauen und Männern enthielten. Dies wurde mit legistischer Ökonomie und der Ähnlichkeit der Regelungen argumentiert. Bei Rechtspraktikern stößt diese Lösung nach wie vor auf Kritik. Das Gleichbehandlungsgesetz (GlBG 2004) trat am 1. Juli 2004 in Kraft.
Kern des Gesetzes ist das Gleichbehandlungsgebot, ein vom Gesetzgeber ausgesprochenes Gebot an den Arbeitgeber wie den Arbeitnehmer, die geforderte Gleichbehandlung in seinem Wirkungsbereich sicherzustellen. Dazu klärt es Begriffe wie sexuelle Belästigung, allgemeine Belästigung am Arbeitsplatz und Diskriminierung, sowie begleitende Maßnahmen.
Zugleich wurde das Bundesgesetz über die Gleichbehandlungskommission und die Gleichbehandlungsanwaltschaft – GBK/GAW-Gesetz novelliert, in dem die Einrichtung und das soft-law-Verfahren der Gleichbehandlungsanwaltschaft (GAW) und der Gleichbehandlungskommission (GBK) geregelt wird.
Der Bereich des Diskriminierungsschutzes für Menschen mit Behinderungen wurde aufgrund eines Allparteienantrags im österreichischen Parlament aus dem GlBG 2004 ausgenommen und in einem eigenen Gesetzeswerk (Behinderteneinstellungsgesetz (BEinstG), BGBl. Nr. 22/1970 idF BGBl I 82/2005 und Bundes-Behindertengleichstellungsgesetz (BGStG), BGBl I 82/2005) geregelt.

## Aufbau
Das GlBG 2004 (ö BGBl I 66/2004) enthält nunmehr:
- in Teil I die Bestimmungen über die Gleichstellung von Frauen und Männern in der Arbeitswelt
- in Teil II die Bestimmungen über die Gleichbehandlung in der Arbeitswelt aus Gründen der ethnischen Zugehörigkeit, des Alters, der Religion oder Weltanschauung und der sexuellen Orientierung (Antidiskriminierung)
- in Teil III die Bestimmungen über Gleichbehandlung ohne Unterschied der ethnischen Zugehörigkeit in sonstigen Bereichen (Güter und Dienstleistungen, die der Öffentlichkeit zur Verfügung stehen, einschließlich Wohnraum, Sozialschutz, Bildung, Antirassismus)
- in Teil IV (aus verfassungsrechtlichen Gründen) die Grundsätze für die Regelung der Gleichbehandlung im Arbeitsleben in der Land- und Forstwirtschaft
- in Teil V die Schlussbestimmungen.

## Das Gleichbehandlungsgebot
Das Gleichbehandlungsgebot gilt als umfassend, das heißt, das Gesetz soll für jeden Fall einer geschlechtsbedingten oder aufgrund ethnischer Zugehörigkeit, der Religion oder Weltanschauung, des Alters oder der sexuellen Orientierung auftretenden Diskriminierung gelten. Darüber hinaus zählt das Gesetz wichtige bzw. typische Fallkonstellationen als besondere Tatbestände auf, hierzu zählen u. a. Bewerbung und Begründung eines Arbeitsverhältnisses, Zugang zu beruflichen Aus- und Weiterbildungen, beruflicher Aufstieg, Beendigung des Arbeitsverhältnisses.

## Antidiskriminierung und Antirassismus
Verboten ist die Benachteiligung von Individuen aus einem der im Gesetz angeführten Gründe (Geschlecht, Alter, Religion oder Weltanschauung, sexuelle Orientierung, ethnische Zugehörigkeit). In Umsetzung der gemeinschaftsrechtlichen Regelungen unterscheidet das GlBG zwischen unmittelbarer und mittelbarer Diskriminierung.
Eine unmittelbare Diskriminierung liegt vor, wenn eine Person aufgrund eines der geschützten Merkmale eine weniger günstige Behandlung (less favourable treatment) erfährt, erfahren hat oder erfahren würde als eine andere Person in einer vergleichbaren Situation.
- Beispiel für unmittelbare Diskriminierung: eine eigene Lohngruppe für Frauen, Benachteiligung wegen Schwangerschaft.

Unmittelbare Diskriminierungen können außer in zwei speziellen Fällen grundsätzlich nicht sachlich gerechtfertigt werden.
Für kirchliche oder religiöse Arbeitgeber („Kirchen oder andere religiöse Einrichtungen, deren Ethos auf religiösen Grundsätzen oder Weltanschauungen beruht“) besteht ein „Tendenzschutz“ – die Zugehörigkeit zur jeweiligen Glaubensgemeinschaft kann nach der Art der Tätigkeit oder der Umstände ihrer Ausübung eine wesentliche und entscheidende berufliche Anforderung sein.
Auch direkte Diskriminierungen aufgrund des Alters können sachlich gerechtfertigt sein, insbesondere bei Festlegungen von Mindestanforderungen an berufliche Erfahrungen oder bei der Festsetzung eines Höchstalters bei Vorliegen von spezifischen Ausbildungserfordernissen.
Bei der Prüfung von sachlichen Rechtfertigungen und von beruflichen Erfordernissen ist ein strenger Sachlichkeitsmaßstab und besonders eine genaue Angemessenheitsprüfung zugrunde zu legen. Der Arbeitgeber muss Beweise für die Rechtmäßigkeit des mit den Benachteiligungen verfolgten Ziels und für die Erforderlichkeit und Angemessenheit vorlegen.
Das Konzept der mittelbaren Diskriminierung wurde durch den Europäischen Gerichtshof entwickelt. Mittelbare Diskriminierung liegt vor, wenn dem Anschein nach neutrale Regeln, Verfahren oder Kriterien bei Personen, die eines der geschützten Merkmale aufweisen, zu Benachteiligungen führen. Die Regeln, Verfahren oder Kriterien können sachlich gerechtfertigt sein, wenn sie ein rechtmäßiges Ziel verfolgen und ein erforderliches und angemessenes Mittel darstellen.
- Beispiel für mittelbare Diskriminierung: Es wird nicht offen nach dem Geschlecht, sondern nach einem anderen Merkmal unterschieden, im Ergebnis liegt jedoch eine geschlechtsspezifische Diskriminierung vor, z. B. Teilzeitbeschäftigte werden von der betrieblichen Altersvorsorge ausgeschlossen – wenn mehr Frauen als Männer teilzeitbeschäftigt sind, stellt diese Maßnahme eine mittelbare Benachteiligung von Frauen dar.

Verbotene Diskriminierungen stellen weiters sexuelle Belästigung am Arbeitsplatz sowie Belästigungen aus den geschützten Gründen dar. Damit sollen die sexuelle Integrität von Beschäftigten sowie ihre Persönlichkeitssphäre vor verbalen oder körperlichen Übergriffen von Vorgesetzten, Arbeitskollegen oder von „Dritten“ (z. B. Kunden) geschützt werden, die einen Angriff auf ihre Würde darstellen.
Verboten sind weiters Benachteiligungen („Viktimisierungen“) von Personen, die sich über verbotene Benachteiligungen beschweren oder die Beschwerdeführer dabei unterstützen.
Benachteiligungen, besonders indirekte Diskriminierungen, sind nicht einfach festzustellen; es ist in jedem Fall sinnvoll, sich in so einem Fall an entsprechende Beratungseinrichtungen von Arbeiterkammer, Gewerkschaft, Betriebsrat etc. zu wenden. Zu den Amtstagen geben auch die Richter der jeweiligen Arbeits- und Sozialgerichte Auskunft und bieten auch die jeweiligen Landesunterorganisationen der österreichischen Rechtsanwaltskammer anwaltliche Erstberatung an.

## Anwendung auf beide Geschlechter
Das GlBG ist geschlechtsneutral und schützt daher Männer und Frauen vor geschlechtsspezifischen Benachteiligungen. Dies erfolgte in Umsetzung der Richtlinie 76/207/EWR des Rates vom 9. Dezember 1976 hinsichtlich des Zugangs zur Beschäftigung, zur Berufsbildung und zum beruflichen Aufstieg sowie in bezug auf die Arbeitsbedingungen. Aufgrund der Rechtsprechung des Europäischen Gerichtshofs P vs. S/Cornwall County Council fällt auch Benachteiligung wegen Transgeschlechtlichkeit unter diesen Tatbestand.
Anders als das B-GBG kennt das GlBG 2004 keine Quotierungsregelung. Frauenquoten werden – vorrangig für den öffentlichen Dienst – normiert, um bestehender Unterrepräsentation von Frauen entgegenzuwirken.

## Stellenausschreibung
Das GlBG schreibt vor, dass Stellen diskriminierungsfrei ausgeschrieben werden müssen (§ 9, § 23 GlBG). Im Gegensatz zum deutschen AGG, das in einer diskriminierenden Stellenausschreibung ein nur zivilprossual relevantes Indiz einer Benachteiligung sieht, hat der österreichische Gesetzgeber in solchen Fällen einen Schadenersatzanspruch von Stellenbewerbern vorgesehen (§ 12 Abs 1 Z 1 und § 26 Abs 1 Z 1 GlBG) und zusätzlich eine Verwaltungsstrafe (§ 10, § 24 GlBG). Die Strafsanktion richtet sich an Arbeitsvermittler und an Arbeitgeber sowie an das Arbeitsmarktservice (AMS).
Die Gleichbehandlungsanwältin kann die entsprechenden Anzeigen bei den zuständigen Bezirksverwaltungsbehörden einbringen. Die Strafdrohung lautet auf Verwarnung beim ersten Verstoß und Strafen bis zu € 360,- im Wiederholungsfall.
Die EU-Richtlinien 2000/43/EG, 2000/78/EG, Richtlinie 2004/113/EG und 2006/54/EG verlangen von den Mitgliedsstaaten die Implementierung von „wirksamen, verhältnismäßigen und abschreckenden Sanktionen“ bei sämtlichen Verstößen gegen das Diskriminierungsverbot. Es ist fraglich, ob die Strafe für Verstöße gegen das Gebot der diskriminierungsfreien Stellenausschreibung dieses gemeinschaftsrechtliche Erfordernis erfüllen.